# Sombacour
Sombacour és un municipi francès situat al departament del Doubs i a la regió de Borgonya - Franc Comtat. L'any 2007 tenia 580 habitants.

## Demografia

### Població
El 2007 la població de fet de Sombacour era de 580 persones. Hi havia 220 famílies de les quals 52 eren unipersonals (20 homes vivint sols i 32 dones vivint soles), 84 parelles sense fills, 80 parelles amb fills i 4 famílies monoparentals amb fills.
La població ha evolucionat segons el següent gràfic:
Habitants censats

### Habitatges
El 2007 hi havia 275 habitatges, 225 eren l'habitatge principal de la família, 16 eren segones residències i 34 estaven desocupats. 233 eren cases i 42 eren apartaments. Dels 225 habitatges principals, 182 estaven ocupats pels seus propietaris, 36 estaven llogats i ocupats pels llogaters i 7 estaven cedits a títol gratuït; 2 tenien una cambra, 6 en tenien dues, 23 en tenien tres, 51 en tenien quatre i 143 en tenien cinc o més. 204 habitatges disposaven pel capbaix d'una plaça de pàrquing. A 97 habitatges hi havia un automòbil i a 107 n'hi havia dos o més.

### Piràmide de població
La piràmide de població per edats i sexe el 2009 era:
| Homes | Edats   | Dones |
| ----- | ------- | ----- |
| 0     | 95 o +  | 0     |
| 4     | 90 a 94 | 0     |
| 8     | 85 a 89 | 8     |
| 4     | 80 a 84 | 8     |
| 12    | 75 a 79 | 8     |
| 12    | 70 a 74 | 12    |
| 16    | 65 a 69 | 0     |
| 16    | 60 a 64 | 24    |
| 12    | 55 a 59 | 36    |
| 24    | 50 a 54 | 24    |
| 20    | 45 a 49 | 24    |
| 4     | 40 a 44 | 12    |
| 4     | 35 a 39 | 4     |
| 24    | 30 a 34 | 12    |
| 32    | 25 a 29 | 16    |
| 16    | 20 a 24 | 12    |
| 20    | 15 a 19 | 20    |
| 4     | 10 a 14 | 8     |
| 12    | 5 a 9   | 20    |
| 16    | 0 a 4   | 4     |

## Economia
El 2007 la població en edat de treballar era de 344 persones, 245 eren actives i 99 eren inactives. De les 245 persones actives 240 estaven ocupades (133 homes i 107 dones) i 5 estaven aturades (3 homes i 2 dones). De les 99 persones inactives 41 estaven jubilades, 31 estaven estudiant i 27 estaven classificades com a «altres inactius».

### Ingressos
El 2009 a Sombacour hi havia 236 unitats fiscals que integraven 621 persones, la mediana anual d'ingressos fiscals per persona era de 18.008 €.

### Activitats econòmiques
Dels 22 establiments que hi havia el 2007, 2 eren d'empreses alimentàries, 2 d'empreses de fabricació d'altres productes industrials, 6 d'empreses de construcció, 4 d'empreses de comerç i reparació d'automòbils, 2 d'empreses de transport, 2 d'empreses d'hostatgeria i restauració, 1 d'una empresa immobiliària, 1 d'una empresa de serveis i 2 d'empreses classificades com a «altres activitats de serveis».
Dels 10 establiments de servei als particulars que hi havia el 2009, 1 era una oficina de correu, 1 taller de reparació d'automòbils i de material agrícola, 5 fusteries, 1 perruqueria i 2 restaurants.
L'únic establiment comercial que hi havia el 2009 era una fleca.
L'any 2000 a Sombacour hi havia 10 explotacions agrícoles.

## Equipaments sanitaris i escolars
El 2009 hi havia una escola elemental integrada dins d'un grup escolar amb les comunes properes formant una escola dispersa.

## Poblacions més properes
El següent diagrama mostra les poblacions més properes.